# Amblystogenium pacificum
Amblystogenium pacificum is een keversoort uit de familie loopkevers (Carabidae). De wetenschappelijke naam van de soort is voor het eerst geldig gepubliceerd in 1870 door Putzeys.